# Moral de Sayago
Moral de Sayago ist ein nordwestspanischer Ort und eine Gemeinde (municipio) mit nur noch 262 Einwohnern (Stand: 2024) in der Provinz Zamora in der Autonomen Gemeinschaft Kastilien-León.

## Lage und Klima
Der Ort Moral de Sayago liegt im Naturpark Arribes del Duero im Südwesten der Provinz Zamora nahe der Grenze zu Portugal in einer Höhe von ca. 725 m in der alten Kulturlandschaft Sayago. Die Talsohle des Río Duero ist gut 2 km (Luftlinie) entfernt, liegt aber ca. 250 m tiefer. Die Provinzhauptstadt Zamora befindet sich gut 42 km (Fahrtstrecke) in östlicher Richtung; wohingegen die portugiesische Grenzstadt Miranda do Douro nur etwa 20 km in westlicher Richtung entfernt ist. Das gemäßigte Klima wird zeitweise vom Atlantik beeinflusst; Regen (ca. 550 mm/Jahr) fällt vorwiegend im Winterhalbjahr.

## Bevölkerungsentwicklung
| Jahr      | 1857 | 1900 | 1950 | 2000 | 2020 |
| Einwohner | 471  | 535  | 479  | 386  | 257  |

Infolge der Mechanisierung der Landwirtschaft, der Aufgabe von bäuerlichen Kleinbetrieben („Höfesterben“) und der daraus resultierenden Arbeitslosigkeit auf dem Lande ist die Bevölkerung seit den 1950er Jahren kontinuierlich auf den derzeitigen Tiefststand zurückgegangen.

## Wirtschaft
Die Landwirtschaft, vor allem die Anpflanzung von Oliven- und Obstbäumen sowie die Züchtung von Rindern und Schafen, spielt traditionell die größte Rolle im Wirtschaftsleben der Gemeinde. Einnahmen aus dem Tourismus in Form der Vermietung von als Ferienwohnungen (casas rurales) genutzten leerstehenden Häusern sind in den letzten Jahrzehnten hinzugekommen.

## Geschichte
Bereits in vorrömischer Zeit siedelten hier Stammesgruppen vom keltischen Volk der Vettonen; aus römischer wurden einige Stelefragmente gefunden, westgotischer und islamischer Zeit sind keine Funde bekannt. Die Rückeroberung (reconquista) der nur dünn besiedelten und abgelegenen Gebiete im 10. bis 12. Jahrhundert verlief weitgehend kampflos; danach begann die Wieder- – oder besser – Neubesiedlung (repoblación) der Region.

## Sehenswürdigkeiten
- In die Häuserwände des Ortes sind zahlreiche Stelenfragmente mit Sonnenradornamenten etc. eingelassen.
- Die Iglesia de San Esteban ist ein einschiffiger, auf romanischen Fundamenten ruhender spätmittelalterlicher Bau aus dem 13./14. Jahrhundert mit zweigeteiltem Glockengiebel (espadaña) und später hinzugefügtem erhöhtem Chorbereich. Zu einem unbestimmten Zeitpunkt wurde der Eingang auf die Nordseite verlegt und das Westportal vermauert. Die Artesonado-Decke stammt aus dem 19. Jahrhundert. Die Kirche hat einen Barockaltar.
- Am Ortsrand steht ein aus vier senkrechten Granitsteinen bestehender ehemaliger Klauenstand (potro de herrar) zur Pflege der Huftiere.

Umgebung
- Südlich des Ortes befindet sich ein von mehreren Bachläufen (arroyos) durchzogenes Wandergebiet mit Ruinen von Wassermühlen etc. An manchen Stellen befinden sich Steinplattenstege (puentes) oder Trittsteine (puntones).